# Walter Standard S
Walter Standard S byl závodní automobil továrny Walter (Akciová společnost Walter, továrna na automobily a letecké motory), českého výrobce osobních automobilů a leteckých motorů. Jednalo o poslední vůz vlastní konstrukce, který se zúčastnil závodního podniku. Tím byl v roce 1934 II. ročník závodu 1000 mil československých. Tento závod byl označován za obtížnější, než jeho vzor – italských Mille Miglia, protože se jezdil přes noc (na rozdíl od italského závodu, který startoval brzo ráno a končil večer zpravidla ještě za světla) a také proto, že úzká silnice mezi Hodonínem a Bratislavou byla nevalné kvality.

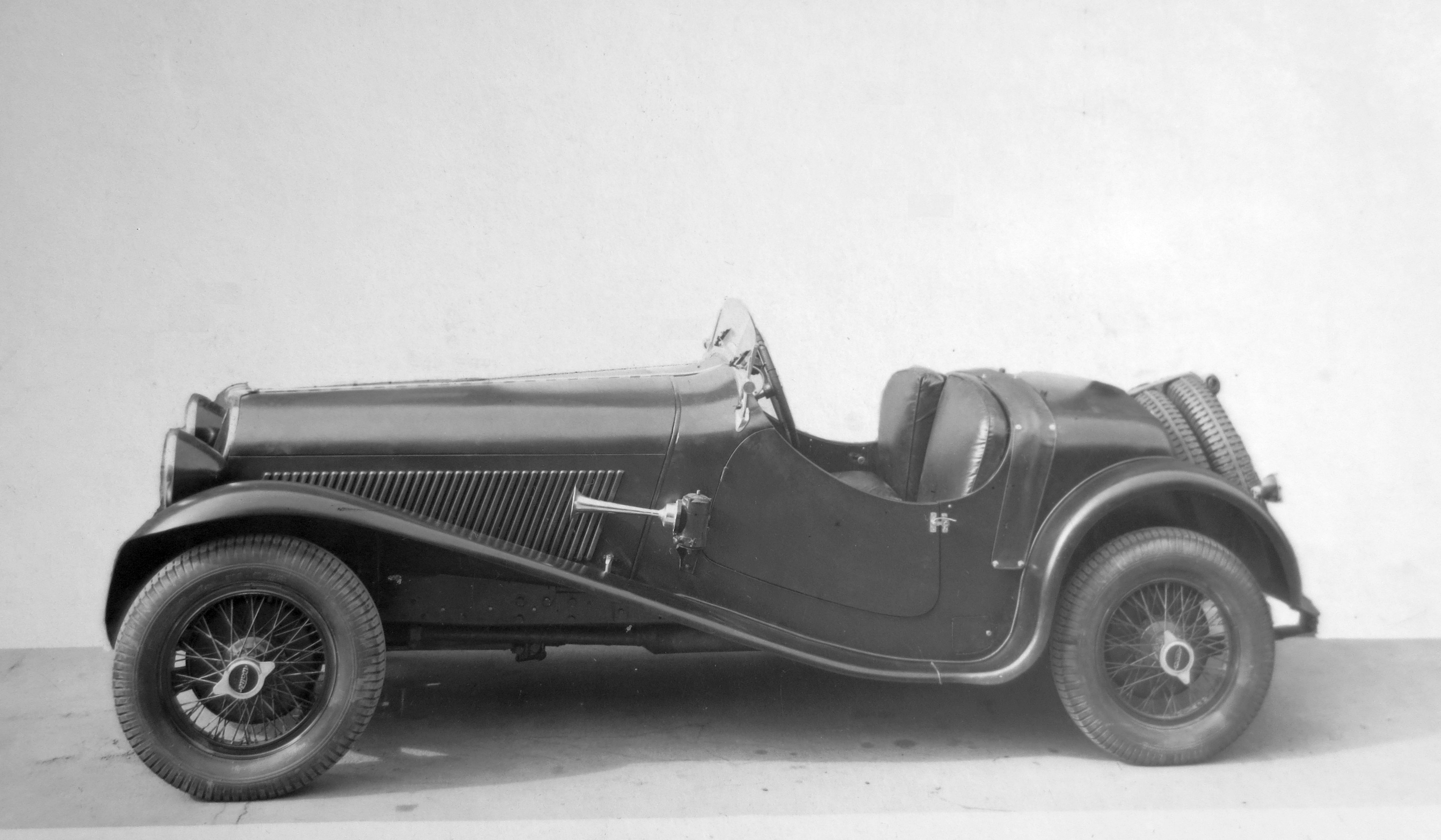
Walter Standard S (1934) boční pohled

## Vznik a vývoj
V době, kdy továrna vedle výroby osobních a užitkových automobilů (nákladní vozy, autobusy, sanitky, hasičské vozy atd.) přešla s rozhodující částí své výrobní kapacity na výrobu leteckých motorů, vznikl velice zdařilý vůz Walter Standard S. Byl vyráběn v letech 1934-5. Standard S byl posledním typem silného, sportovního automobilu značky Walter. V něm byly zúročeny všechny dosavadní zkušenosti v konstrukci a stavbě rychlých a přitom spolehlivých cestovních, sportovních a závodních automobilů. Podvozek pocházel z automobilu Walter Standard 6, obě nápravy z automobilu Walter Lord a motor pocházel z automobilu Walter Super 6 resp. Walter Regent. Pro svůj vzhled býval označován jako větší a silnější bratr automobilu Walter Junior SS, který byl uveden na trh ve stejném roce, 1934. Generální ředitel ing. Antonín "Teny" Kumpera ke vzniku vozu řekl: "Když jsme loňského roku vyhráli první závod na „1000 mil čsl." v kategorii do 1100 ccm krásným časem našeho mistra Knappa 19 hod. 55 min., uvědomili jsme si ihned, že v příštím roce budeme nuceni vypnout všechny své síly, abychom uhájili svoji pozici. Rozhodli jsme se pro typ Standard S, jehož motor je úplně stejný jako u typu Super 6 a Regent, které již řadu let byly zákazníkům dodávány a o jehož dobrých vlastnostech přesvědčili jsme se již častokráte, a to jak z vlastní zkušenosti, jako na příklad na Masarykově okruhu v roce 1930, tak i ze zkušenosti našich klientů. Pokud pak se posádky týče, bylo jasné, že s tímto silným vozem pojede mistr Knapp, který shodou okolností slaví letošního roku své 25. jubileum svých věrných služeb u naší firmy a je tomu právě 20 let, co započal svoji závodnickou kariéru".

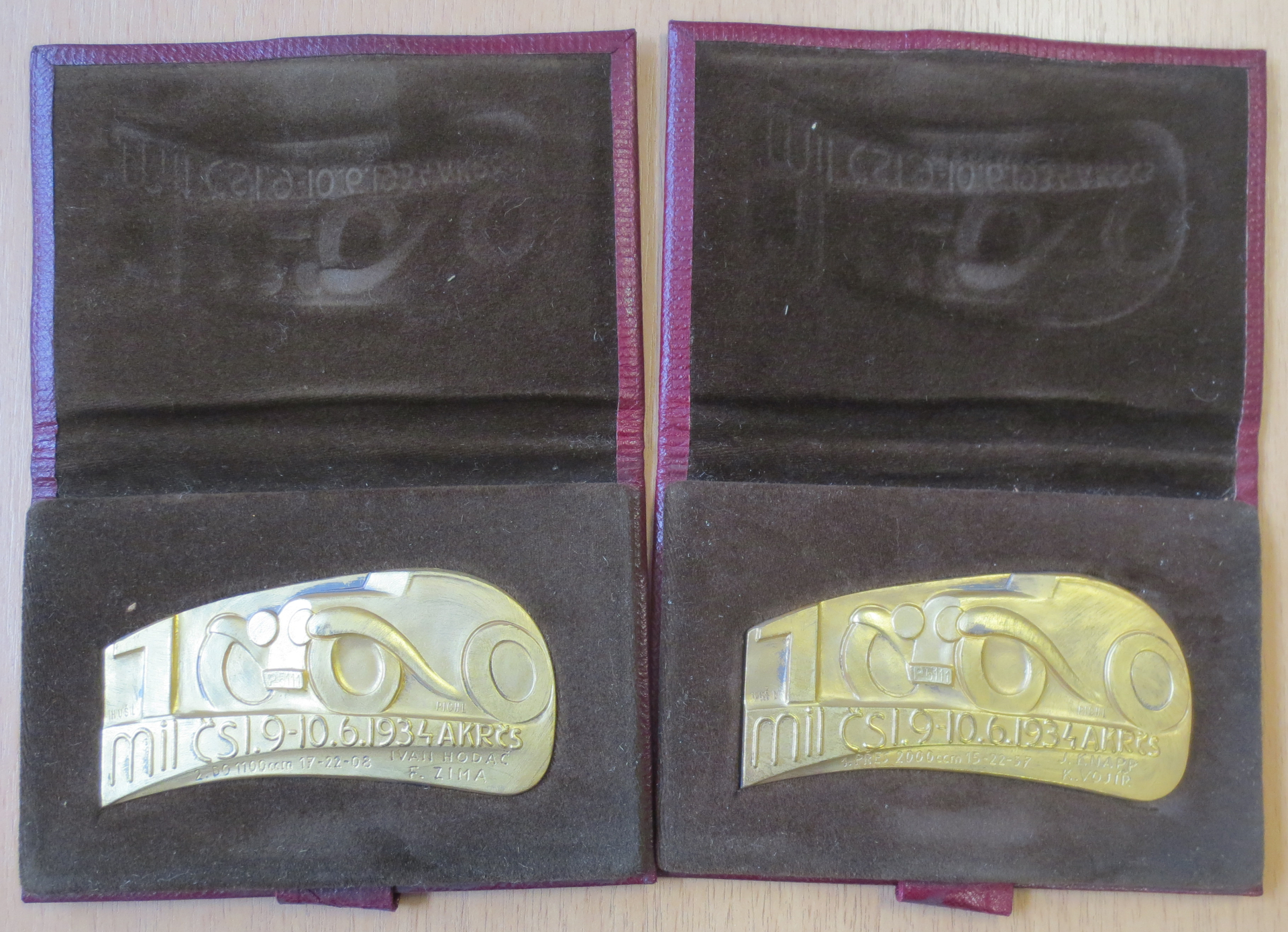
Medaile z 1000 mil Československých 1934 pro Walter Standard S (Knapp-Vojíř) a Walter Junior SS (Hodáč-Zima)

## Motor
Motor byl osvědčený řadový, vodou chlazený šestiválec (R6) s rozvodem OHV a objemu 3257 cm3 (vrtání 80, zdvih 108 mm), který při stupni komprese 7,5:1 dosahoval výkonu 63,4 kW/85 k při 3000 ot./min. Oproti motoru typu Walter Super 6 (1930) resp. Walter Regent (1932) přibylo na výkonu několik dalších koní. Ve Standardu S byl tedy upravený motor z modelů Super 6 resp. Regent. Ke dvěma karburátorům Zenith dopravovalo palivo elektromagnetické čerpadlo Espero. Předpokladem dobrého výkonu byl perfektně opracovaný spalovací prostor, leštěné sací potrubí, staticky a dynamicky vyvážený klikový hřídel z chromniklové oceli a lehké písty Nelson-Bohnalite s invarovými vložkami. K tomu patřil i žebrovaný výfukový sběrač a zvýšený stupeň komprese. Spotřeba paliva až 18 l/100 km a oleje 0,3 l/100 km. Dosahoval max. rychlosti 145 km/h, podle jiných pramenů až 165 km/h. V tisku se totiž objevily zprávy, že se jedná o motor z vozu Walter Super 6B, se kterým Knapp absolvoval závod na Masarykově okruhu v roce 1930, který takovou rychlostí disponoval.
Chladicí okruh motoru byl opatřen čerpadlem, teplotu chladicí kapaliny hlídal termostat, který samočinně ovládal žaluzie před chladičem. Elektrická soustava švýcarské firmy Scintilla pracovala s napětím 12 V, zapalování bylo elektromagnetické magdynamem se samočinným předpalem zážehu, dnes by se řeklo předstihem. Na šestiválec navazovala suchá jednokotoučová spojka (třecí, lamelová se zdvojeným obložením) a čtyřstupňová mechanická převodovka (4+Z) s řadicí pákou na podlaze uprostřed vozu. Převodovka byla doplněna o rychloběh Walter-Maybach, který se velmi osvědčil již v roce 1931 na typu Walter Super 6 při soutěži spolehlivosti Jízda AvD 10 000 km Evropou.

## Podvozek

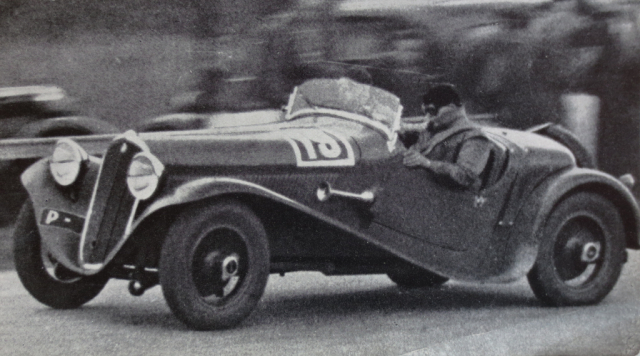
Walter Standard S na trati 1000 mil čsl. (1934)

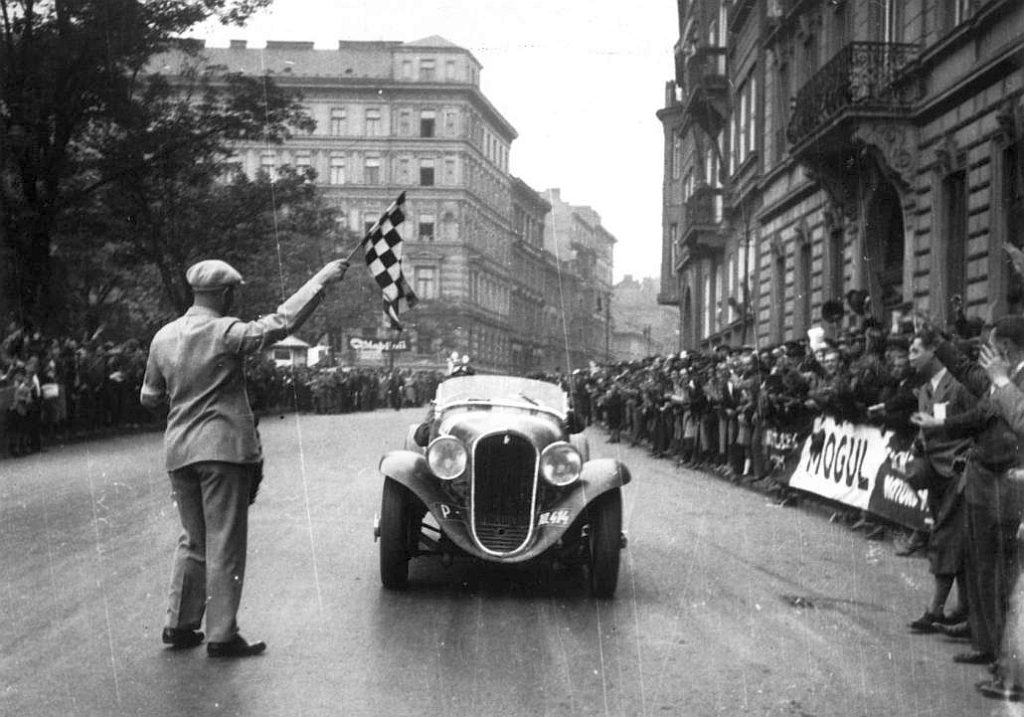
Walter Standard S, v cíli 1000 mil čsl. (1934)

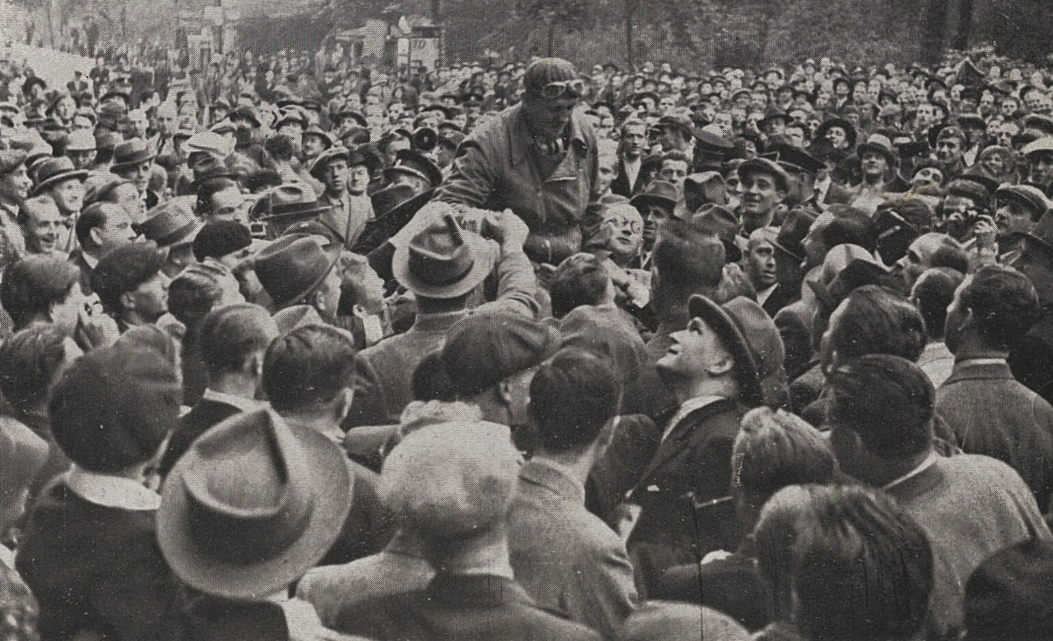
Jindřich Knapp se po dojezdu 1000 mil dopouští velké neopatrnosti (1934)

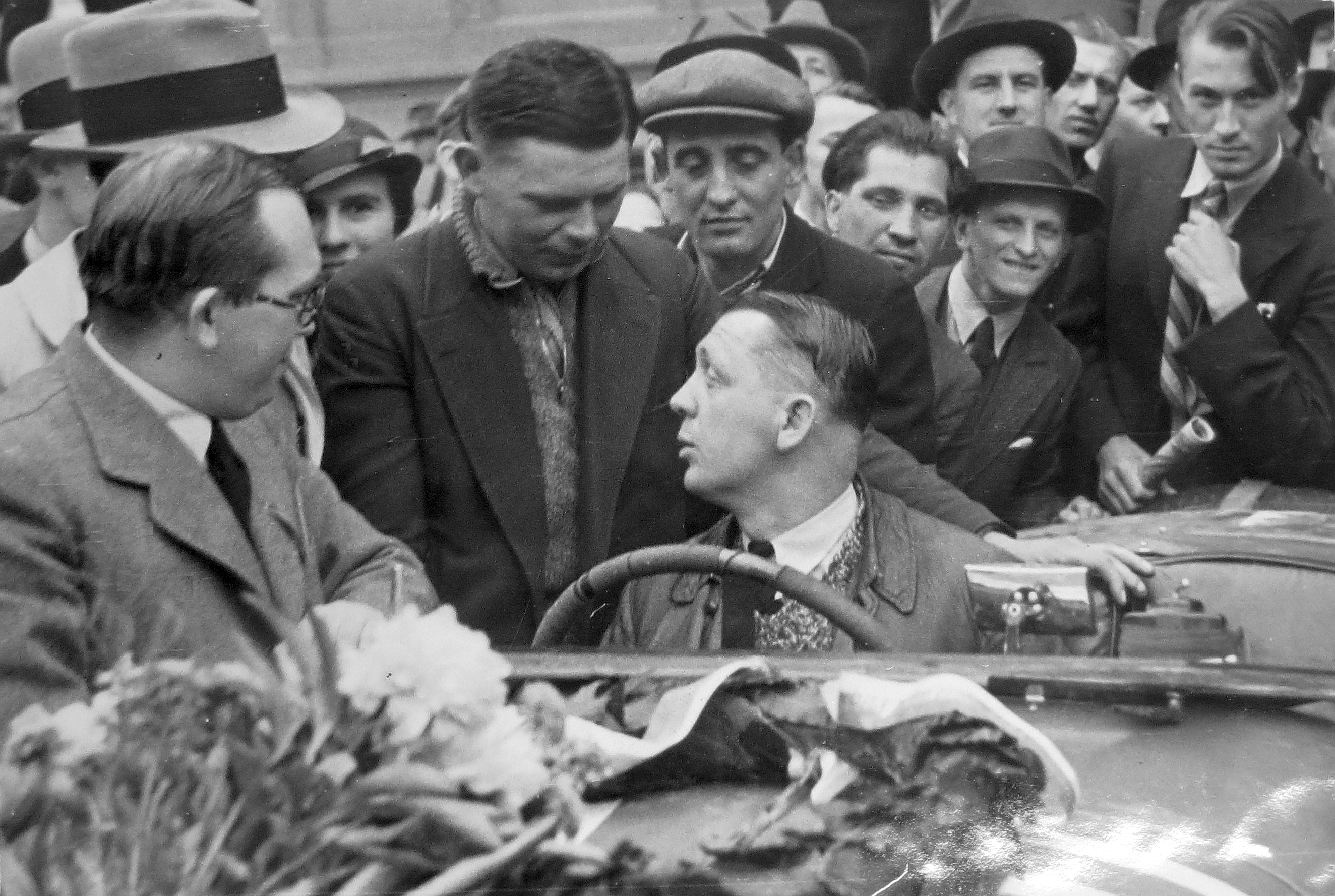
V cíli 1000 mil čsl., vítězný Knapp se spolujezdcem Vojířem. Zcela vlevo stojí (v brýlích) JUDr. Vítězslav Kumpera, obchodní ředitel a.s. Walter (1934)

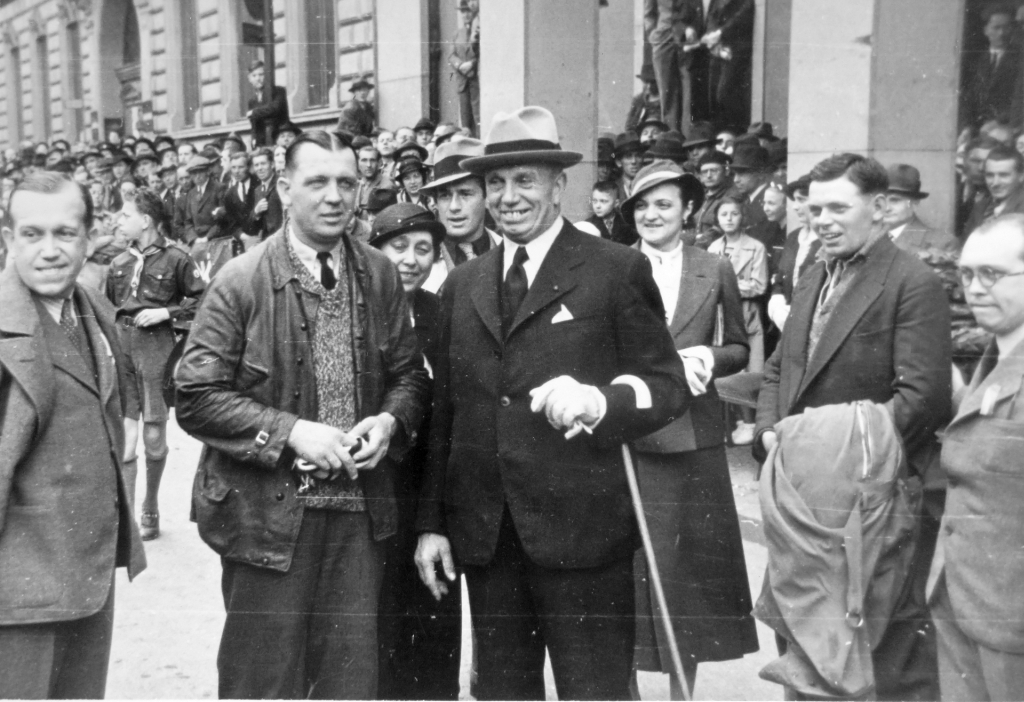
V cíli 1000 mil čsl. 1934, zleva A. Kumpera (GŘ), J. Knapp, V. Kumpera st. (předseda správní rady a prezident fy.), K.Vojíř, V. Kumpera ml. (obch. ředitel fy.)

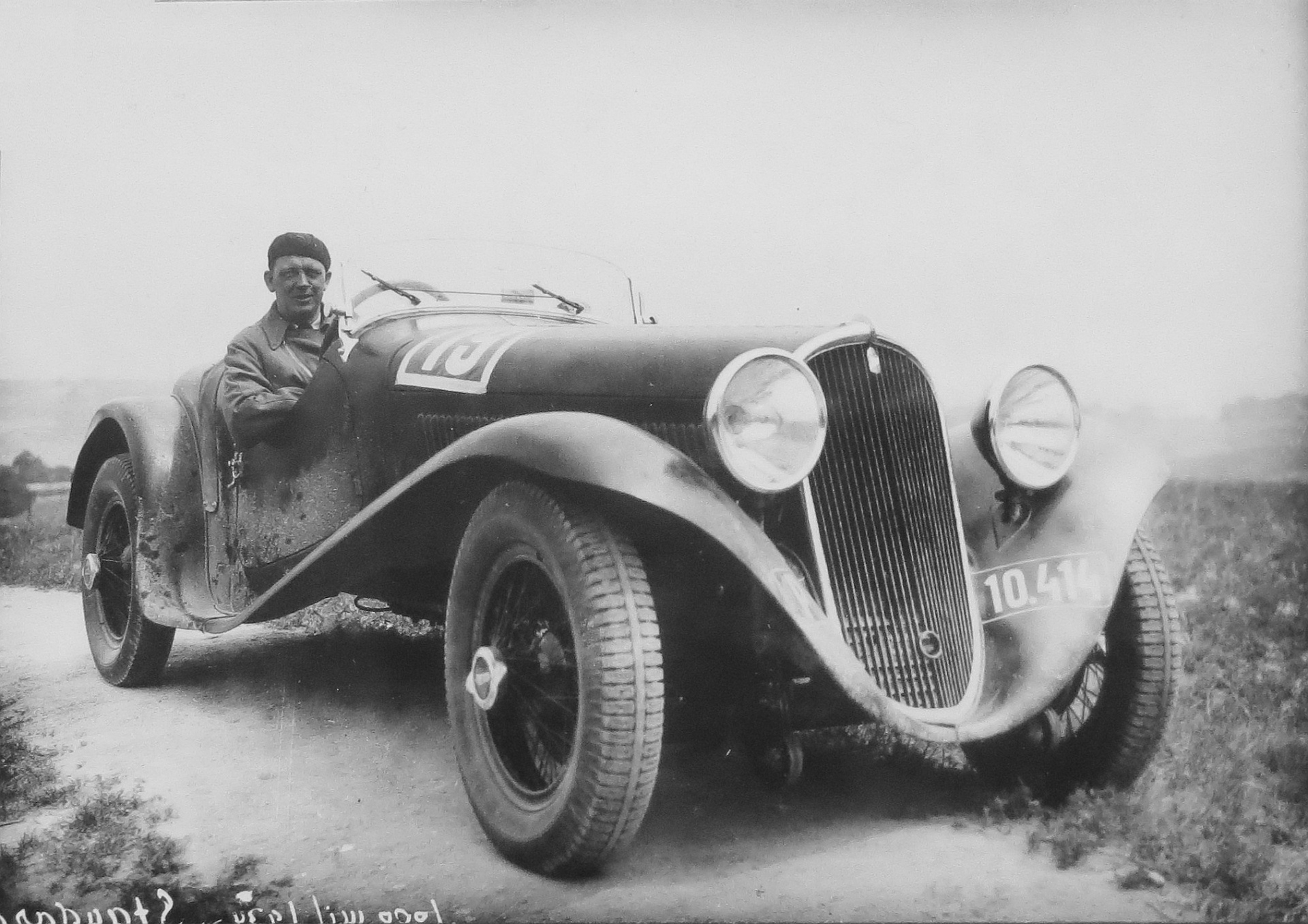
Walter Standard S, vítěz 1000 mil čsl. Jindřich Knapp (1934)

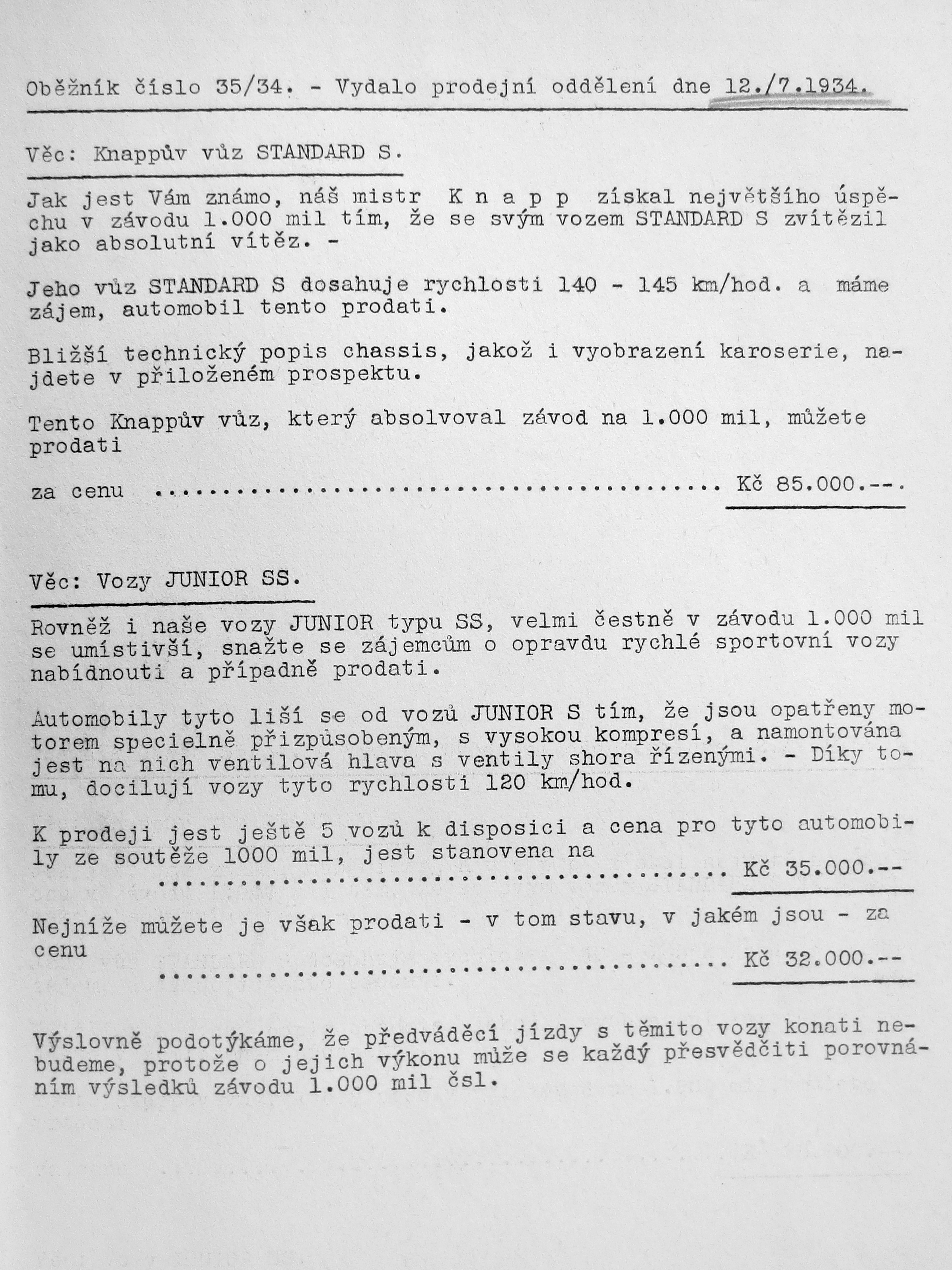
Oběžník č. 35/34 z 12.7.1934 (Walter Standard S a Walter Juniory SS z 1000 mil na prodej)

Základem byl odlehčený rám (980 kg) typu Walter Standard 6 se zkráceným rozvorem na 2,8 m. Motor byl standardně umístěn vpředu a pohon zadních kol. Robustní, obdélníkový, příhradový rám byl z U-profilů s křížovou výztuhou ve tvaru X. Obě tuhé nápravy byly použity z licenčního automobilu Walter Lord. Drátěná kola Rudge-Whitworth se středovými, křídlovými maticemi měla dvouokruhové kapalinové brzdy Lockheed s podtlakovým posilovačem Bosch-Dewandre, který využíval podtlaku v sacím potrubí, a nesla pneumatiky SS (Straight Side) 18x5,5". Ruční brzda byla mechanická a působila na zadní kola. Obě tuhé nápravy byly odpruženy podélnými, půleliptickými listovými pery. Vůz byl vybaven kapalinovými tlumiči.

## Karoserie
Sportovně-závodní Standard S byl dvoumístný otevřený sportovní roadster nízké stavby a aerodynamicky protažených linií. Karoserie měla jednotnou aerodynamickou linii od zešikmeného chladiče přes protažené klínové přední blatníky až po useknutou záď, kde byla umístěna palivová nádrž se zvýšenou kapacitou na 140 l.  Na zádi vozu mohla být připevněna až 2 náhradní kola. Plátěná střecha byla ve složeném stavu zcela zapuštěna do vybrání v karoserii za opěradly dvou pohodlných sedadel. Přední sklo bylo – v případě potřeby – zcela sklopné. Roadster bez nárazníků byl dlouhý 3,83 m, přes přední blatníky široký 1,58 m a k hornímu okraji čelního skla vysoký 1,39 m. Celková hmotnost vozu byla 1300 kg.
V roce 1935 se ze sportovního roadsteru stal dvoudvéřový kabriolet, jehož aerodynamicky tvarovanou karoserii zhotovila firma Sodomka z Vysokého Mýta. Recyklovaný sportovní vůz s karoserií "Autosalon" byl poté v říjnu 1935 vystaven na pražské, jubilejní XXV. mezinárodní výstavě automobilů.

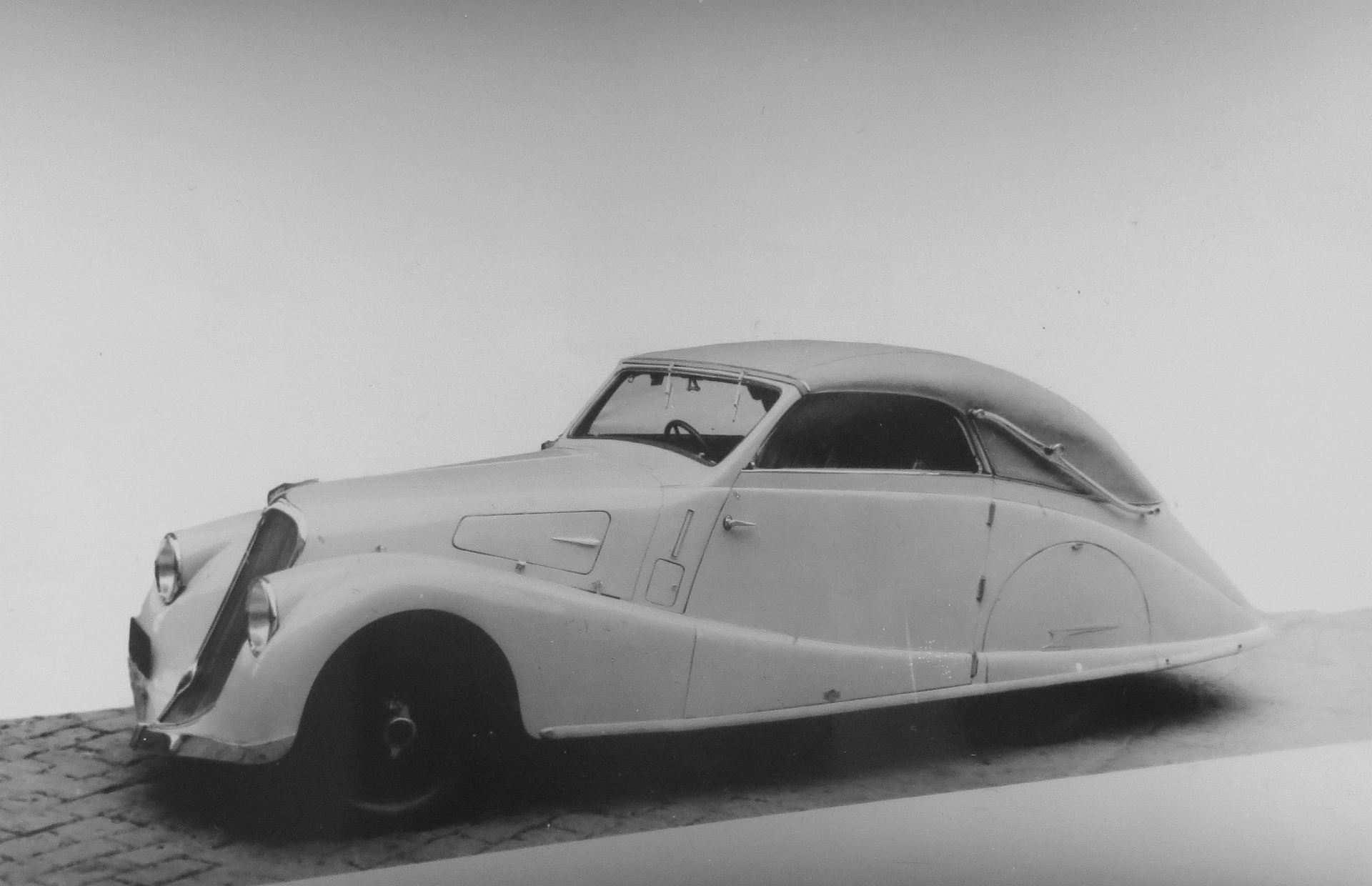
Walter Standard S (1935), kabriolet "Autosalon" Sodomka

## Sportovní úspěchy
Jak již bylo řečeno, vůz řízený Jindřichem Knappem (1895-1982) s mechanikem Karlem Vojířem (st. č. 19), vyslala továrna do II. ročníku těžkého silničního závodu 1000 mil československých. Závod s mezinárodní účastí se jel ve dnech 9.-10. června 1934 na trati Praha – Bratislava – Praha, v celkové délce obou smyček 1600 km, tam a zpět 2x. Start a cíl závodu byl před budovou Autoklubu Republiky Československé (AKRČs), v Lützowově, nyní Opletalově ulici. O popularitě závodu svědčí i to, že R. A. Dvorský a jeho Melody Boys nahráli na desky Ultraphon pochod "1000 mil", který byl již začátkem června v prodeji za 15 Kč. 
Vznik vozu, přípravu a vlastní závod popisoval v rozhovoru pro časopis Auto populární šéf-řidič Knapp takto: „Věděli jsme, že továrna pojede s několika vozy Walter Junior SS. Rozhodli jsme se poslat ještě jeden větší vůz, který by jel na nejlepší čas dne. Po důkladném uvážení jsme se rozhodli pro Walter-Super-Standard. Vůz jsme pečlivě připravovali a po některých menších úpravách jsme s ním dosahovali výsledky, které nás plně uspokojovaly. Maximální rychlost je kolem 145 km/h. Má rychlopřevod, který továrna dodává do vozů Super 6 a Regent na přání zákazníka, a tím má možnost volby 8 rychlostí. Rychlopřevod (volnoběžka) konal mně cenné služby na rovině nebo na mírném svahu dolů, kde šetřil motor, jehož obrátky mohou klesnouti na 2000.“
Závod byl odstartován v 16:40 h. Posádka dostala od vedení firmy instrukce, aby hned od startu nasadila ostré tempo, a tím uštvala konkurenci a s cílem sebe sama obětovat pro vítězství sportovních automobilů Walter Junior SS. V polovině závodu, krátce po půlnoci, byl Knapp v čele o minutu a půl před Studeným na Fordu. Posádka i nadále poctivě plnila příkaz vydaný vedením firmy, ale vůz připravený Knappem vydržel námahu závodu, s bezpečným náskokem a v novém traťovém rekordu zvítězil. Knapp s Vojířem dosáhli času 15:22:37 h, což představuje průměrnou rychlost 103,598 km/h (tzn. o více než 4 a půl hodiny rychleji, než jel v roce 1933 s Walter Junior S). Poslední čtvrtinu závodu (IV. etapa), tedy trať Bratislava – Praha, odjel Knapp v průměrné rychlosti (na tu dobu neuvěřitelných) 111,5 km/hod. Vyhráli s více než půlhodinovým náskokem a jako jediní ze startovního pole překročili rychlostní průměr 100 km/h.
Nechme však hovořit o závěru a dojezdu slavného závodu reportéra F. Gela: „Amplión stupňuje rozruch mezi 10 tisíci diváky hlášením o tom, jak se blíží Knapp na Waltru a Studený na Fordu. Pak rachot motoru od Wilsonova nádraží, povědomý všem, kteří tu byli po půlnoci, hned na to volání slávy od Bredovské ulice (dnes Politických vězňů) a pak zase červený, otevřený Walter, jenž brzdí před stolkem komisaře. Potlesk a sborový pozdrav, vavřínový věnec se snáší na Knappa, spousta objímání a potom se zkušený jezdec dopouští velké neopatrnosti, největší z celé cesty - opouští „bezpečný“ kryt vozu. Ve chvíli, kdy stojí na stupačce, chápou se ho mocné paže a zvedají ho na ramena. Kymácivou cestou, jako baldachýn při bouřce, dospívá unavený, zaprášený, ale vítězný Knapp do přístavu klubovního“. Z 68 startujících posádek bylo v cíli klasifikováno jen 31 závodníků, z toho 9 na vozech Walter.
Když utichly "bujaré" oslavy vítězství došlo i na nezbytné fotografování. Generální ředitel ing. Antonín "Teny" Kumpera i prezident společnosti Vítězslav Kumpera se nechali s vítěznou posádkou tzv. "vyblejsknout". Tak to ostatně činili dost často. V archívu a.s. Walter (nyní Státní oblastní archív Praha) jsou uloženy obdobné snímky z 1000 mil (1933) a z Masarykova okruhu (1933) a i z dalších vítězných závodů. Vztahy Knappa a "mladého" Kumpery nikdy nebyly nijak valné. Kritické přímo byly v roce 1931 v průběhu soutěže AvD Jízda 10 000 km, jak to sám Knapp popisuje ve svých pamětech, kdy pro spory mezi nimi chtěl před závěrem ze soutěže odstoupit, resp. při zastávce v Praze ukončit závod a do cíle v Berlíně již nepokračovat. I na připojeném snímku je zřejmé, že si "Tonda" od "Jindry" zachovává přiměřený odstup.  
Jindřich Knapp (39) získal cenu Autoklubu RČs. za absolutní vítězství, cenu hl. m. Prahy nejrychlejšímu pražskému jezdci, cenu města Bratislavy nejrychlejšímu na trati Praha – Bratislava, cenu Autoklubu za vítězství ve třídě nad 2000 cm3 Kč 3000, cenu firmy Baťa za absolutní vítězství Kč 10000 a za vítězství ve třídě Kč 7000 na pneumatikách Baťa, cenu firmy Technospol za absolutní vítězství se svíčkami Champion Kč 1000 a za vítězství ve třídě Kč 500, cenu firmy Pála a spol. za vítězství s baterií Palaba Kč 5000, cenu firmy  C. T. Petzold a spol. z Komárova za vítězství s pístními kroužky Alba Kč 1000, cenu stavební firmy Posista a plaketu „Pražské jaro".
Jindřich Knapp vyhrál i Cenu továrny Walter za absolutní vítězství Kč 10000 a za vítězství ve třídě Kč 3000, avšak okořeněnou pozdějším sporem s továrníkem "Teny" Kumperou, spolumajitelem a generálním ředitelem firmy Walter, který uvedený obnos nechtěl Knappovi vyplatit z důvodu, že počítal s vítězstvím některého z menších vozů Walter Junior SS, a tím také se zvýšeným prodejem tohoto typu v případě jeho absolutního vítězství. Jakkoli zní tato historka žertovně, měla asi pro Jindřicha Knappa důsledky, že již nebyl za továrnu nasazován do závodů. Je však také pravdou, že Jindřichu Knappovi bylo v roce 1934 již 39 let. Učinil však ještě jeden pokus o rok později, kdy se na 1000 mil přihlásil s upraveným vozem Walter Lord (st. č. 2), avšak na startu se neobjevil. Je možné, že se rozhodl závodní volant "pověsit na hřebík" a odejít do závodnického důchodu po nejslavnějším vítězství své kariéry a možná k tomu přispělo, že vztahy s vedením továrny asi také nebyly nejlepší. Hlavní konstruktér ing. František Barvitius při hodnocení sezóny 1934 naznačoval, že továrna pro rok 1935 připravuje na základě získaných zkušeností závodní automobil "interně nazývaný Walter Regent SS... „Hodinkových závodů" bylo v roce 1934 příliš mnoho, měly ale ráz převážně místní a u mnoha byly cílem spíše plakety nežli dosažení pokroku v automobilní konstrukci. Walter jim neupírá propagační a reklamní smysl; rád by se jich zúčastnil, kdyby jich nebylo tolik.", čímž vlastně naznačil, že se továrna již nebude oficiálně závodů zúčastňovat.
V červenci 1934 vydalo prodejní oddělení akciové společnosti Walter interní oběžník č. 35/34, že Standard S "našeho mistra Knappa" z 1000 mil je na prodej za 85 000 Kč a současně nabídlo k prodeji i 5 automobilů Walter Junior SS ve stavu, v jakém po 1000 mílích jsou, a to každý za 35 000 Kč. V 1000 mílích jich jelo 6. Rozdíl jednoho vozu je v tom, že 1. července 1934 na Krakonošově okruhu ing. Hausmann jeden z Juniorů SS totálně zešrotoval. Proto jich bylo k prodeji jen 5. Knappův Walter Standard S se touto akcí neprodal. O rok později, jak již bylo zmíněno, byl na Autosalonu v Praze vystavován jako kabriolet "Autosalon" zhotovený firmou Sodomka. 
Ať to bylo ve vztazích Jindřicha Knappa s prezidentem Vítězslavem Kumperou  a s generálním ředitelem ing. Antonínem Kumperou tak či tak, výsledkem bylo, že se v následujících letech jméno továrního jezdce, mistra Jindřicha Knappa, již ve výsledkových listinách závodů neobjevuje, přestože - byť sporadicky - se vozy Walter závodů až do začátku II. světové války zúčastňovaly, ale jen se soukromými jezdci. Čas dosažený Knappem nebyl překonán ani o rok později (1935), kdy se jel tento závod naposledy. A zůstává tak absolutním rekordem 1000 mil československých na "věčné časy". Závod 1000 mil československých byl obnoven v roce 1970 jako závod veteránů pro vozy do roku výroby 1939.
Veřejný rozhovor o Knappově vítězství v 1000 mílích československých se ještě "rozhořel" v prosinci 1934 v časopise „Aerovkář" a na stránkách Národních listů (NL). V 21. čísle Aerovkáře napsal p. Gustav Stehlík, že by rád věděl, kolik tisíc kusů sériově vyrobila a prodala firma Walter vozu „typu Knapp". Veřejně mu odpověděl v NL Ivan Hodáč. Továrna Walter vyrobila 50 kusů a prodala 41 typu, který se jmenuje Standard na ne Knapp (to nebyla až tak pravda, protože vítězný Walter Standard S byl vyroben jeden a byl "složeninou" z několika sériových typů - Standard 6, Super 6 a Lord). Dále dodal, že vozů Standard bylo vyrobeno 50krát tolik a prodáno 41krát tolik vozů tohoto typu, než kolik vyrobila a prodala továrna Aero vozu typu Turek Speciál. Naopak by Ivan Hodáč zase rád slyšel od p. G. Stehlíka kolik tisíc vozů takových, na jakém byla v 1000 mílích vyhrána třída do 1,5 litru, bylo vyrobeno a prodáno, když je známo, že továrna vyrábí a prodává jen vozy do 1 litru (v tomto případě se jednalo o prototyp čtyřválcového motoru o objemu válců 1320 ccm, na kterém Ela Slavíková vyhrála třídu do 1,5 l. Tento motor se na žádném automobilu Aero nikdy neobjevil). Sportovní redaktor NL Vilém Heinz zaujal pozici nestranného pozorovatele a tuto veřejnou debatu nijak nekomentoval.